# Lagersberg, Södermanland
Lagersberg är ett säteri och karolinergård 3 kilometer söder om Eskilstuna centrum i Södermanland.
Under medeltiden hette gården Hunsta och tillhörde Johanniterklostret i Eskilstuna. Vid reformationen drogs den in till kronan och under en tid brukades jorden omväxlande av skatte- och kronobönder.
Under 1660-talet skänktes gårdens besittningsrätt till häradshövdingen Erik Dryselius, adlad Lagerqvist. År 1668 tilldelades egendomen säteriprivilegier, vilket innebar vissa skattelättnader men också krav på att gården skulle vara ståndsmässigt bebyggd. Han lät uppföra huvudbyggnaden och flyglarna som ännu finns kvar.
Hans dotterson, Conrad Gustaf von Siegroth, döpte den till Lagersberg efter sin morfar och vid mitten av 1700-talet fick gården det utseende den har i dag. Gården ägde förutom stora markarealer även rätten till fallen i Hyndevadsån, med järnbruk och kvarn. Idag ägs och förvaltas gården av Stiftelsen Lagersberg.
I början av 1800-talet ägdes Lagersbergs säteri bland annat av industrimannen Birger Fredrik Rothoff innan den sista enskilda ägaren, familjen Persson, tog över gården på 1870-talet. Sven Persson var agronom och utvecklade jordbruket på Lagersberg. Han hade även ett intresse för gårdens kulturhistoriska värden.
Sedan 1991 ägs och förvaltas gården av Stiftelsen Lagersberg. Lagersberg är idag en av landets bäst bevarade karolinergårdar med delvis bevarad interiör. Under sommaren ordnas konserter och gårdens huvudbyggnad och statarbostad visas för allmänheten. I en flygel finns kafé.
Till byggnaden hör även en trädgård och park samt andra äldre bevarade byggnader som statarbostad, ladugård, svinhus, såg, smedja, iskällare och hönshus.

## Bilder

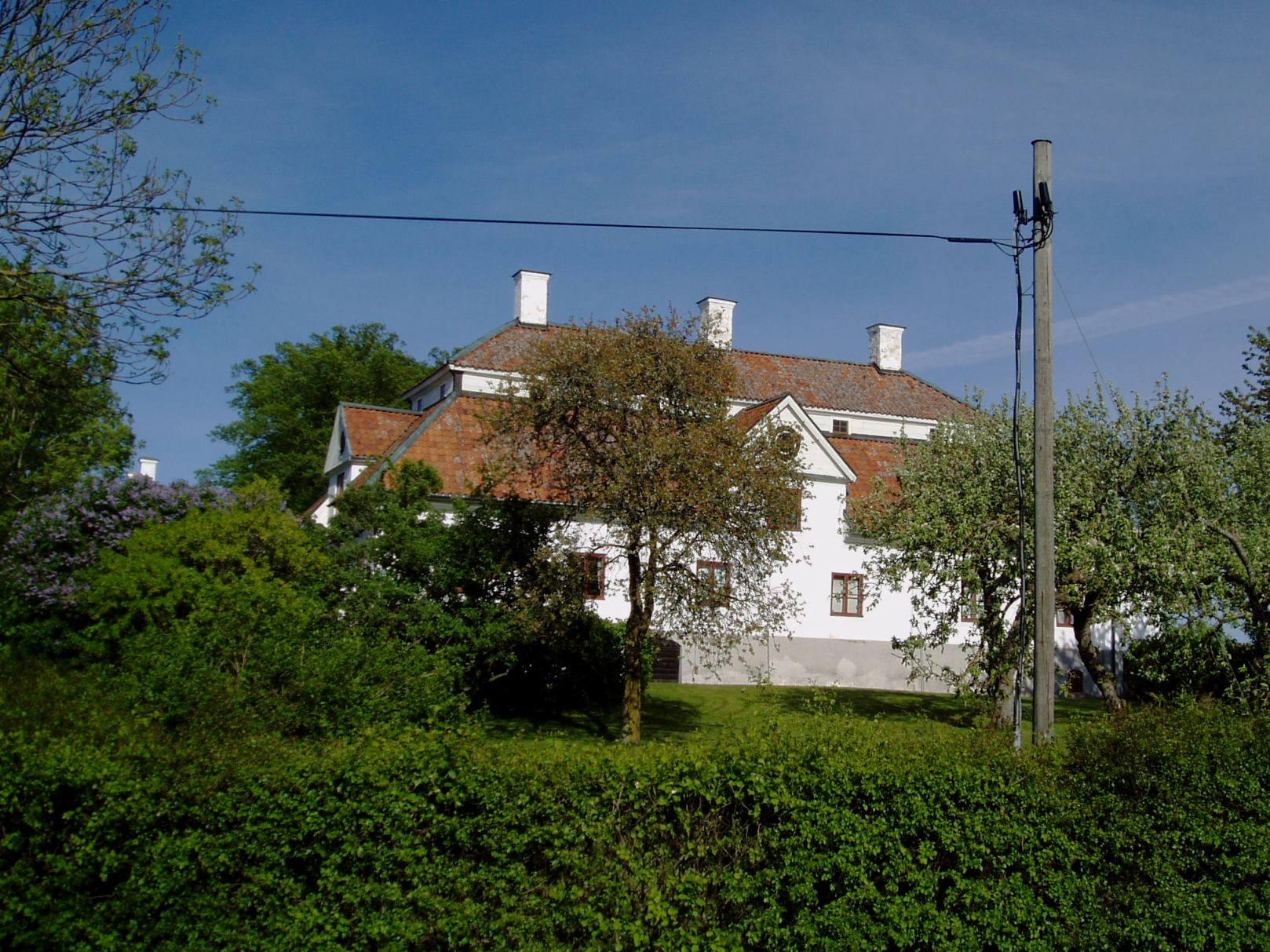
Huvudbyggnadens baksida.
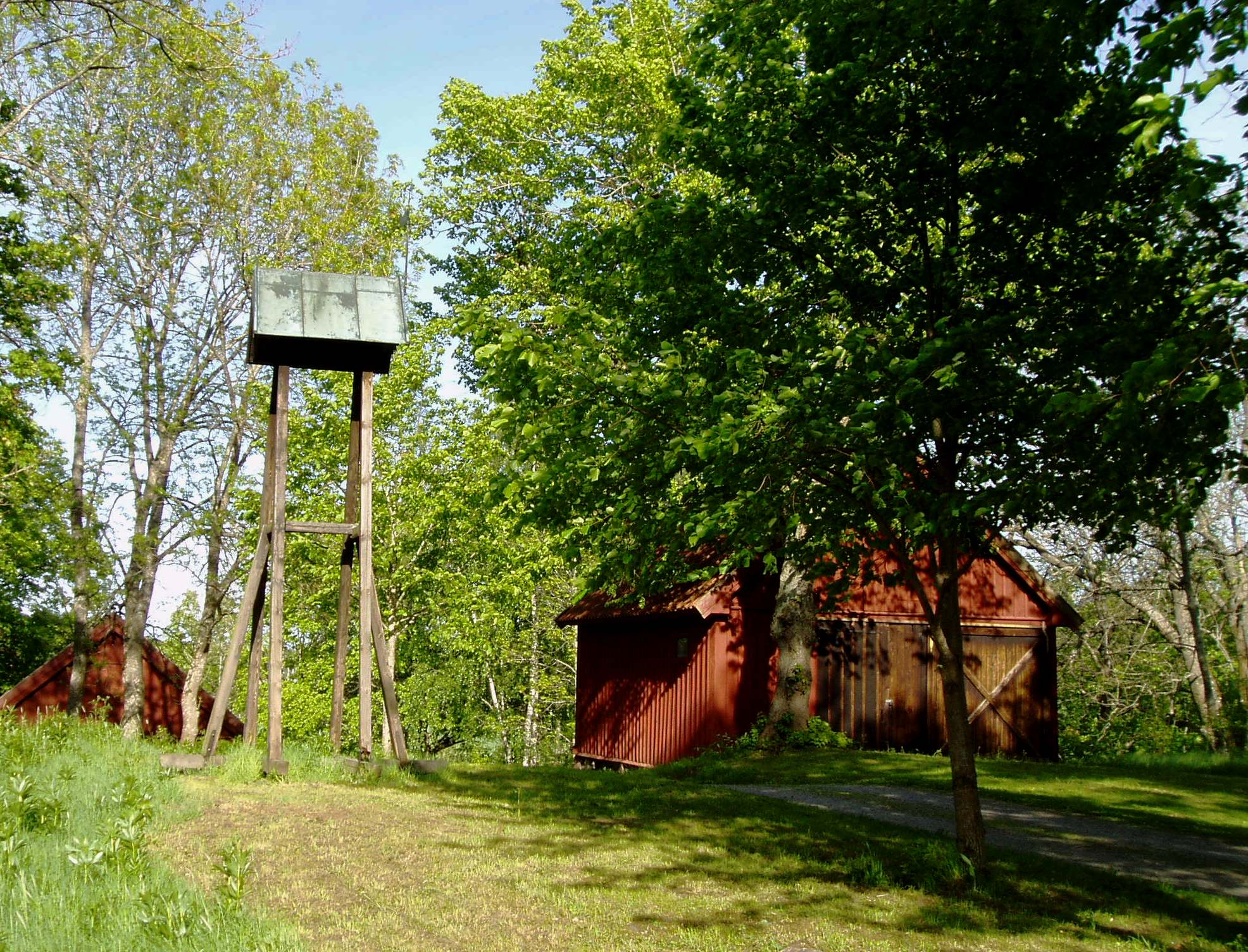
Klockstapel och två ekonomibyggnader.
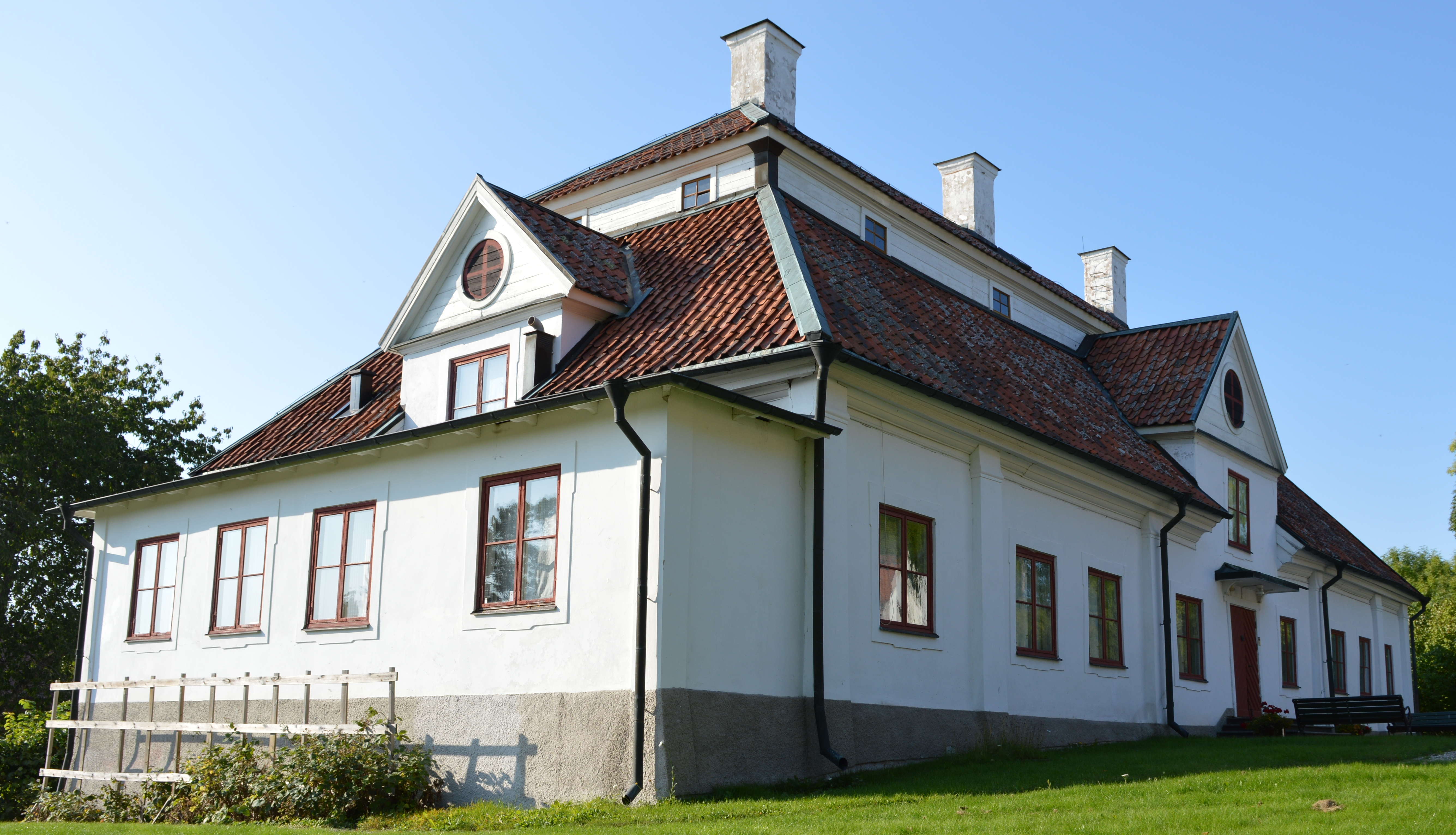
Huvudbyggnaden från sydöst.